# Pradelle
Pradelle – miejscowość i gmina we Francji, w regionie Owernia-Rodan-Alpy, w departamencie Drôme.
Według danych na rok 1990 gminę zamieszkiwało 30 osób, a gęstość zaludnienia wynosiła 2 osób/km² (wśród 2880 gmin regionu Rodan-Alpy Pradelle plasuje się na 1586. miejscu pod względem liczby ludności, natomiast pod względem powierzchni na miejscu 771.).